# Косовски певач
Косовски певач је кокошија раса.

## Други називи
- Екавски: Косовски певач, Турски певач
- Ијекавски: Косовски пјевач, Турски пјевач
- Албански: Pula e Drenicës, Pula e Prishtinës, Pula e Gjakovës

## Историјат
Овој специфичној сорти порекло је вероватно из Турске, први трагови ове расе се налазе у Косову.

## Особине
Петао достиже тежину од 2-3 kg а кокошка 1,5-2 kg. Држи се због квалитетног меса и јаја (160 годишње).